# AMOLED

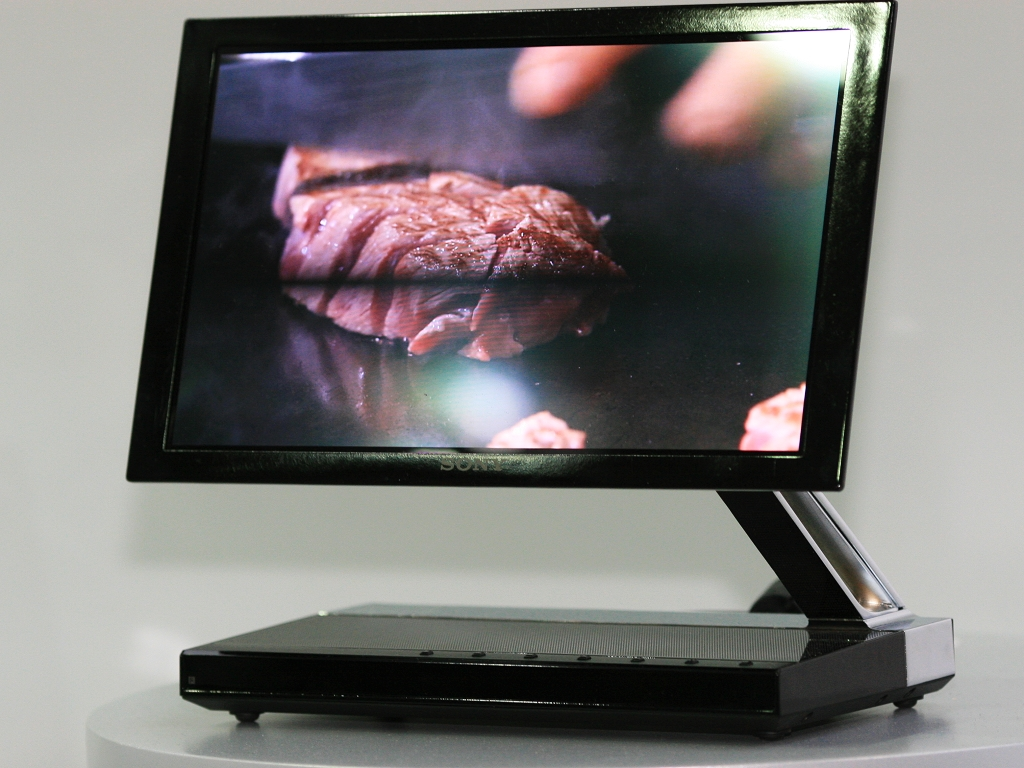
L’écran XEL-1 de Sony est la première télévision AMOLED commercialisée (2007).

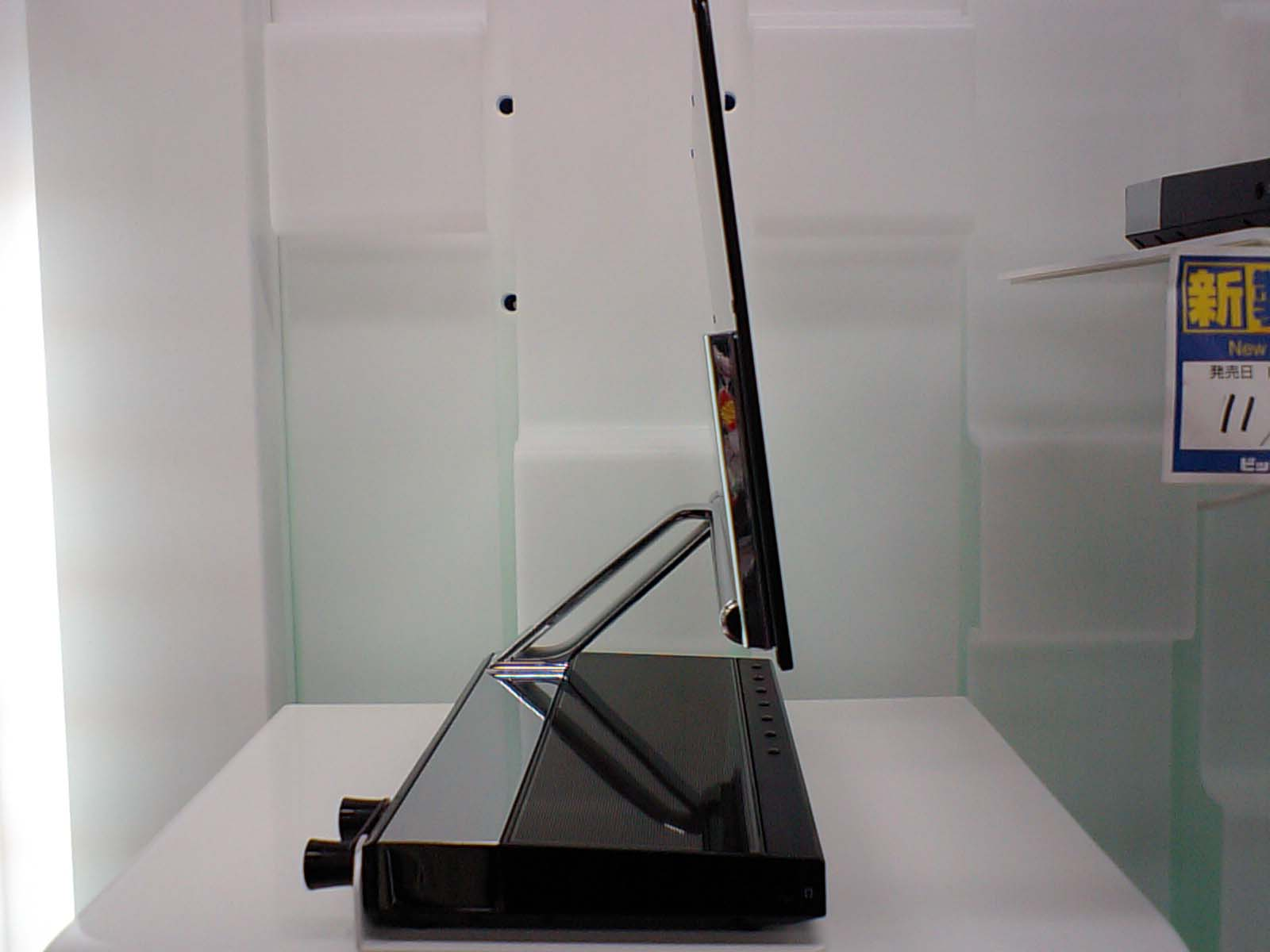
Profil de l’écran AMOLED XEL-1 de Sony (épaisseur : 3 mm).

Une Matrice Active OLED ou AMOLED (de l’anglais : Active-Matrix Organic Light-Emitting Diode), ou matrice active à diodes électroluminescentes organiques est un type d’écran qui associe une technique de matrice active et une technologie OLED. Cette technique permet la réalisation d’écrans de grandes dimensions, à forte résolution et à plus faible consommation électrique que les écrans à matrices passives.
L'expression "matrice active" fait référence à une technique d’adressage des pixels, c’est-à-dire à la façon dont est transportée l’information électrique vers chaque pixel. Avec ce type de configuration, chaque pixel est commandé indépendamment. Le procédé de fabrication de ces écrans commence par la réalisation des circuits pixels à base de transistors couches minces (TFT) et qui vont permettre d’alimenter en courant les OLED. Ensuite, les couches organiques sont déposées sur la matrice afin de former une diode organique sur chaque pixel.
Cette technique est similaire à celle utilisée sur les écrans plats à matrice active LCD (AMLCD). Entrés récemment sur le marché des écrans de taille moyenne, les écrans AMOLED représentent la principale alternative aux écrans LCD.

## Quelques étapes importantes

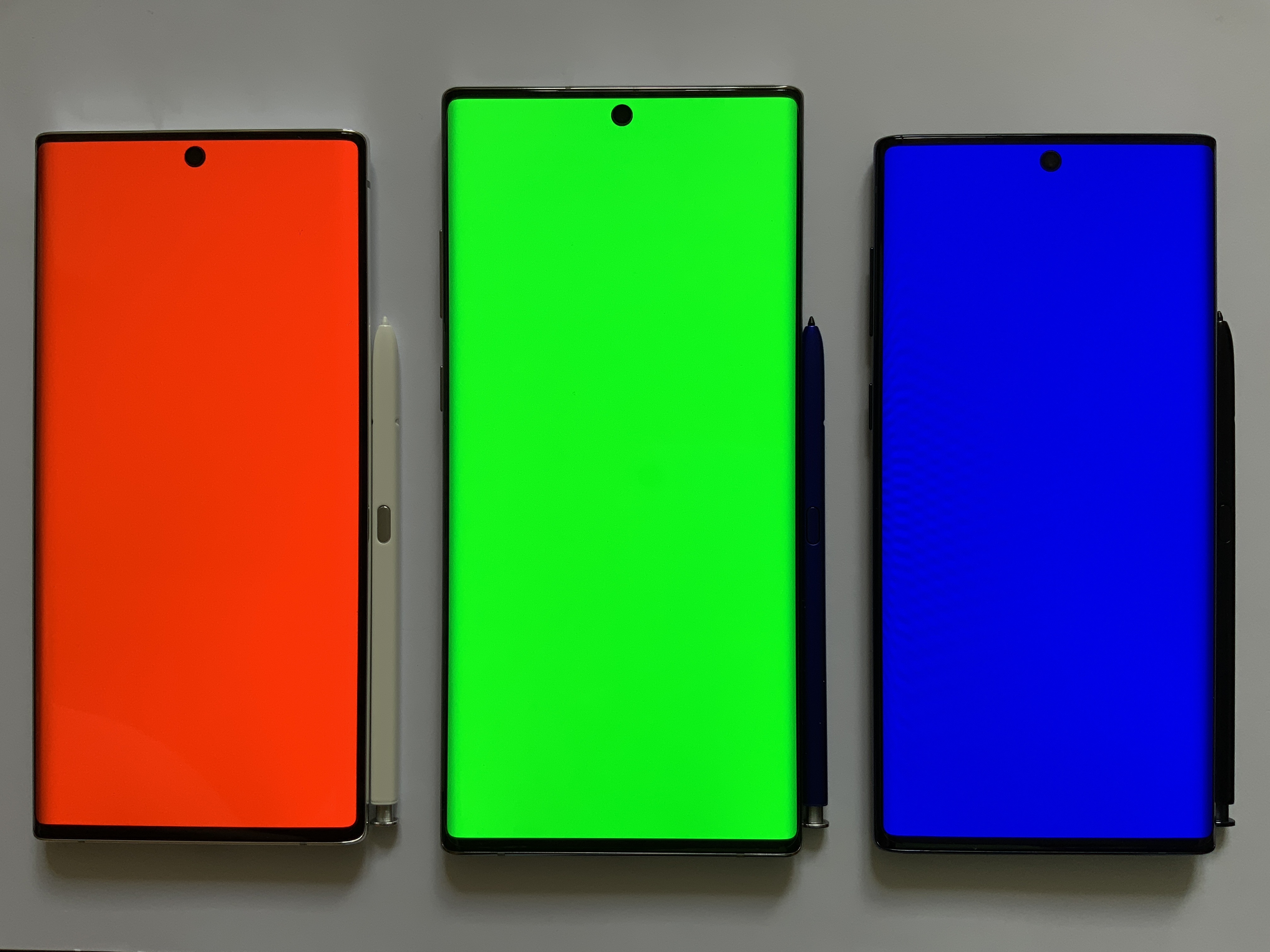
AMOLED utilisé sur des Samsung Galaxy Note 10

- 1987. À la fin des années 1980, Eastman Kodak invente la première diode luminescente organique. Ce composant utilise une nouvelle structure bi-couche (couche de transport de trous et d’électrons) de façon que la recombinaison et l’émission de lumière se fassent entre ces couches. En conséquence, la tension de fonctionnement est réduite et l’efficacité accrue. Le secteur des OLED s’ouvre alors à la recherche intensive et à la production[1].

- 1990. Quelques années plus tard, l’Université de Cambridge propose les premières diodes à base de polymères, une variante des diodes proposées par Kodak[2].

- 1997. Tohoku Pioneer intègre des OLED sur un auto-radio vendu au Japon. C’est la première commercialisation d’un écran à matrice passive utilisant une technologie OLED[3].

- 2003. Kodak présente sur le marché un écran OLED de 2,2″ (5,6 cm) intégré sur un appareil photographique numérique (Easyshare). C’est le premier écran AMOLED commercialisé[4].

- 2004. Philips présente un écran de télévision réalisé à partir d’OLED en polymère (P-LED ou PolyLED). De plus, les diodes de ce prototype de 13″ (33 cm) ont été déposées par un système d’impression jet d’encre. Cette étape importante met en évidence le potentiel de ce type de diode alternative ainsi qu’une méthode de fabrication à grande échelle[5].

- 2007. Sony commercialise pour la première fois une télévision AMOLED. Malgré des caractéristiques modestes, par exemple la diagonale de l’écran de 11″ (27,94 cm) ou la durée de vie (17 000 heures) qui est plus faible que celle des écrans LCD, les couleurs de cet écran sont très attractives, son épaisseur est de seulement 3 mm[6], ce qui laisse entrevoir des perspectives encourageantes dans ce domaine d’application.

- 2010. Commercialisation du smartphone Samsung i9000 Galaxy S équipé d'un écran AMOLED.

## Technique d'adressage
À l’instar des écrans LCD, deux techniques d’adressage des pixels sont utilisées pour contrôler l’image d’un écran OLED : l’adressage passif souvent noté PMOLED (de l’anglais Passive Matrix OLED) et l’adressage actif sous l’acronyme AMOLED. 

### PMOLEDvs.AMOLED
Une matrice passive OLED est moins coûteuse à produire qu’une matrice active grâce à sa technique d’adressage qui ne requiert pas l’intégration de circuits sur chaque pixel. En effet, sur ces écrans, le pixel est formé à chaque intersection des lignes et des colonnes de la matrice. Pour activer un pixel, une ligne est sélectionnée rapidement et un fort courant parcourt alors la diode durant ce temps de sélection afin de délivrer la luminosité nécessaire. Cependant, lorsque le nombre de pixels de l’écran augmente, le temps de sélection d’un pixel diminue et par conséquent l’amplitude du courant délivré au pixel augmente. Les niveaux de courant élevés réduisent considérablement la durée de vie de l’OLED ainsi que le rendement de l’écran. Ainsi, ces écrans sont à faible résolution et limités en dimensions, souvent entre 4 et 5 cm, avec l’affichage de simples caractères et sans mode vidéo.
Une matrice active OLED intègre des pixels dits actifs car ils ont été conçus pour pouvoir maintenir un état électrique après avoir été adressés. Les pixels intègrent, en effet, un circuit qui permet de les sélectionner indépendamment les uns des autres. Contrairement à la technologie LCD où le cristal est contrôlé par une tension, l’OLED est un composant commandé en courant et un transistor de type TFT est ici intégré pour créer le courant sur chaque pixel. Grâce à la création locale d’un courant, les forts pics de courants sur les diodes sont évités et des écrans à haute résolution peuvent être fabriqués. Cependant, puisque c’est un TFT qui fournit le courant à l’OLED, l’uniformité lumineuse de l’écran est dépendante de la variation des caractéristiques des OLED ainsi que des TFT les alimentant. Pour surmonter les problèmes de reproductibilité des performances électriques des composants, un circuit de compensation est souvent placé sur chaque pixel.

### Circuit pixel OLED

Circuit pixel OLED à deux TFT et une capacité (2T1C).

Le circuit pixel OLED le plus simple comporte deux TFT, l’un pour la sélection du pixel, l’autre pour commander en courant la diode durant la phase d’émission du pixel, c’est-à-dire lorsqu’il n’est pas sélectionné. Une capacité de stockage est également intégrée afin de maintenir durant cette période une tension de donnée proportionnelle à l’intensité lumineuse désirée. Puisque le courant délivré à la diode est relié à la tension de seuil du TFT de commande, les variations de ce paramètre entre TFT voisins ou sur l’ensemble de l’écran produisent une non-uniformité lumineuse perceptible, dont l'origine dépend de la nature de la couche de silicium utilisée pour fabriquer les TFT. Si la couche de silicium est amorphe, la tension de seuil du TFT tend à varier avec le temps et si la couche est cristallisée, la variation du seuil du transistor résulte de la méthode de cristallisation produisant une qualité inégale des grains de silicium. 
Afin de supprimer les effets liés à une variation de la tension de seuil des TFT dû à un problème technologique, de nombreuses techniques et circuits plus ou moins complexes ont été proposés,.

## Applications
Ces écrans sont principalement utilisés pour les appareils mobiles tels que les téléphones portables, les appareils photographiques numériques ou les baladeurs numériques. Les technologies employées pour réaliser les AMOLED sont en constante amélioration : les dimensions des écrans augmentent régulièrement ainsi que la durée de vie des OLED, et l’efficacité des diodes tend à réduire la consommation électrique.

### Téléviseurs OLED
Le premier téléviseur OLED à être commercialisé fut produit par la compagnie Sony en 2007. Nommé XEL-1, avec une dimension de 11 pouces, il fut également le plus fin avec seulement 3 mm d’épaisseur. Des écrans prototypes de télévision de plus de 40 pouces avaient déjà été présentés en 2010, et préfiguraient l’apparition sur le marché grand public d’écrans de grandes dimensions.
En 2020, les téléviseurs à technologie OLED représentaient un marché de 4,3 millions d'unités.

## Comparaison
| Terme                         | Résolution | taille (pouce) | PPI | Pixel disposition | Utilisé sur               |
| ----------------------------- | ---------- | -------------- | --- | ----------------- | ------------------------- |
| AMOLED Capacitive Touchscreen | 640×360    | 3.2            | 229 | RGBG Pentile      | Nokia C6-01               |
| Super AMOLED                  | 800×480    | 4.0            | 233 | RGBG Pentile      | Samsung Galaxy S          |
| Super AMOLED                  | 800×480    | 4.0            | 233 | RGBG Pentile      | Samsung Nexus S           |
| Super AMOLED                  | 800×480    | 4.0            | 233 | RGB S-Stripe      | Samsung Galaxy S3 Mini    |
| Super AMOLED                  | 800×480    | 4.0            | 252 | RGB S-Stripe      | Samsung Galaxy Golden     |
| Super AMOLED Advanced         | 960×540    | 4.3            | 256 | RGBG Pentile      | Motorola Droid RAZR       |
| Super AMOLED                  | 960×540    | 4.3            | 256 | RGB S-Stripe      | Samsung Galaxy S4 Mini    |
| Super AMOLED Plus             | 800×480    | 4.3 (4.27)     | 218 | RGB stripe        | Samsung Galaxy S II       |
| HD Super AMOLED               | 1280×800   | 5.3 (5.29)     | 285 | RGBG Pentile      | Samsung Galaxy Note       |
| HD Super AMOLED               | 1280×720   | 5.0            | 295 | RGB S-Stripe      | BlackBerry Z30            |
| HD Super AMOLED               | 1280×720   | 4.7 (4.65)     | 316 | RGBG Pentile      | Samsung Galaxy Nexus      |
| HD Super AMOLED               | 1280×720   | 4.7 (4.65)     | 316 | RGB S-Stripe      | Motorola Moto X (1st gen) |
| HD Super AMOLED               | 1280×720   | 4.8            | 306 | RGBG Pentile      | Samsung Galaxy S III      |
| HD Super AMOLED               | 1280×720   | 5.6 (5.55)     | 267 | RGB S-Stripe      | Samsung Galaxy Note II    |
| HD Super AMOLED Plus          | 1280×800   | 7.7            | 197 | RGB stripe        | Samsung Galaxy Tab 7.7    |
| Full HD Super AMOLED          | 1920×1080  | 5.0 (4.99)     | 441 | RGBG Pentile      | Samsung Galaxy S4         |
| Full HD Super AMOLED          | 1920×1080  | 5.0            | 441 | RGBG Pentile      | OnePlus X                 |
| Full HD Super AMOLED          | 1920×1080  | 5.2            | 423 | RGBG Pentile      | Motorola Moto X (2nd gen) |
| Full HD Super AMOLED          | 1920×1080  | 5.1            | 432 | RGBG Pentile      | Samsung Galaxy S5         |
| Full HD Super AMOLED          | 1920×1080  | 5.7            | 388 | RGBG Pentile      | Samsung Galaxy Note 3     |
| WQ HD Super AMOLED            | 2560×1440  | 5.7            | 515 | RGBG Pentile      | Samsung Galaxy Note 4     |
| WQXGA Super AMOLED            | 2560×1600  | 8.4            | 359 | RGBG Pentile      | Samsung Galaxy Tab S 8.4  |
| WQXGA Super AMOLED            | 2560×1600  | 10.5           | 287 | RGB S-Stripe      | Samsung Galaxy Tab S 10.5 |
| Full HD Optic AMOLED          | 1920×1080  | 5.5            | 401 | RGBG Pentile      | OnePlus 3                 |
| Quad HD+ Super AMOLED         | 2960x1440  | 6.2            | 570 | RGBG Pentile      | Samsung Galaxy S8         |